# Notation internationale
La notation internationale dite aussi notation numérique est un système de description des coups utilisée au jeu d'échecs. Elle est utilisée essentiellement pour le jeu par correspondance, car elle permet à des joueurs ne partageant pas la même langue de se comprendre sans privilégier une langue comme l'anglais. C'est même la seule notation officiellement admise par l'ICCF.
La notation internationale est très inspirée de la notation algébrique. La seule différence réside dans le fait qu'on supprime toute référence aux pièces en mouvement et que tous les coups sont présentés numériquement et dans le même format : coordonnées de la case de départ, immédiatement suivies des coordonnées de la case d'arrivée. 4 symboles par coup.
- Le roque est donné en indiquant les mouvements du roi : 5131 pour un grand roque blanc, 5878 pour un petit roque noir.

- La promotion du Pion est indiquée en ajoutant un chiffre pour la pièce dans laquelle est opérée la promotion : 1 pour la Dame, 2 pour la Tour, 3 pour le Fou, 4 pour le Cavalier.

f8D est traduit en 67681, f8C par 67684.

## Exemple
La variante d'échange de la partie espagnole commence ainsi :
En notation algébrique :
1. e2-e4 e7-e5
2. Cg1-f3 Cb8-c6
3. Ff1-b5 a7-a6
4. Fb5xc6 b7xc6

En notation internationale :
1. 5254 5755
2. 7163 2836
3. 6125 1716
4. 2536 2736

Dans les parties par correspondance, pour éviter toute erreur, les joueurs accusent la bonne réception en répétant le dernier coup joué par l'adversaire.

## Notationfigurine
Avec l'amélioration des capacités typographiques, il est courant de représenter les pièces dans les journaux et magazines par un pictogramme plutôt que par leur initiale, par exemple ♞c6 au lieu de
Cc6. Cette notation généralement appelée figurine, est aussi parfois qualifiée d'internationale, sans qu'il y ait de rapport avec la méthode décrite ci-dessus. Voir notation algébrique et pièce (jeu d'échecs) pour la représentation des pièces en symboles Unicode.